# Terawan Agus Putranto
Terawan Agus Putranto né le 5 août 1964 à Yogyakarta, est un médecin indonésien. Il était ministère de la Santé indonésien 2019 à 2020.

## Biographie
Il est diplômé de la faculté de médecine de l'Université Gadjah Mada, puis a rejoint l'armée indonésienne en tant que médecin militaire. Ensuite, il a étudié la radiologie à université  Airlangga et a terminé son doctorat à université Hasanuddin en 2013. Il est radiologue. Il est le quatrième ministre indonésien de la Santé à être issu de l'armée et le premier depuis Suwardjono Surjaningrat, qui était en poste entre 1978 et 1988. Comme Suwardjono et les deux premiers officiers étaient major général, Terawan, un lieutenant-général, est l'officier militaire le plus haut gradé à avoir jamais occupé cette fonction ministérielle.